# Utricularia caerulea
Utricularia caerulea är en tätörtsväxtart som beskrevs av Carl von Linné. Utricularia caerulea ingår i släktet bläddror, och familjen tätörtsväxter. Inga underarter finns listade i Catalogue of Life.